# Robin Simović
Robin Simović (født 29. maj 1991) er en svensk fodboldspiller, som spiller for den japanske fodboldklub Omiya Ardija.